# Micronematobotrys
Micronematobotrys is een monotypisch geslacht van schimmels uit de familie Pyronemataceae. Het bevat alleen Micronematobotrys verrucosus. De typelocatie is Dongling Mountain, in de buurt van Beijing, China, waar het werd aangetroffen op Quercus liaotungensis en Ulmus macrocarpa.